# Bajkalske planine
Bajkalske planine (rus. Байкальский хребет) - ruske planine, koje se strmo uzdižu nad sjeverozapadnom obalom Bajkalskog jezera u južnom Sibiru.
Bajkalske planine i Sajanske planine omeđuju srednjosibirsku visoravan na jugu. 
U Bajkalskim planinama izvire rijeka Lena. Planine oko Bajkalskog jezera gusto su pošumljene i tamo rastu: bijela joha (Alnus incana), više vrsta javora, cretna breza (Betula pubescens), sibirski ariš, bijeli bor, sibirska jela i sibirska smreka (Picea obovata).
Najviši vrh Bajkalskih planina je Gora Čerskog (Гора Черского, 2572 m), nazvan po poljskom istraživaču, Janu Czerskom.

## Vanjske poveznice
|  | Zajednički poslužitelj ima još gradiva o temi Bajkalske planine |